# Юрий Левитан
Юрий Борисович Левитан (роден на 19 септември / 2 октомври 1914 г. гр. във Владимир, Руска империя; † 4 август 1983 г. в Бесоновка, Белгородска област) е съветски радиодиктор.
Той обявява по радиото, наред с други неща, началото и края на германо-съветската война, смъртта на Йосиф Сталин и първия пилотиран космически полет на Юрий Гагарин през 1961 г. 

## Биография
Левитан е роден във Владимир, син на шивач и домакиня. В началото на 30-те години на XX век той пътува до Москва с надеждата да стане актьор, но е отхвърлен поради провинциалния си характер. Но той получава работа в московска радиостанция заради характерния си дълбок глас. След като чува предаването му през януари 1934 г., Йосиф Сталин се обажда в радиостанцията и настоява Левитан да чете съобщенията му от сега нататък. Следователно Левитан става не само личен говорител на Сталин, но и водеща съветска радиоличност.
След германската инвазия през 1941 г. Левитан е евакуиран в Екатеринбург, тъй като московските радиостанции са демонтирани, за да се избегнат германските бомбардировки. По това време той живее на тайно място поради значението си като водеща радиоличност в нацията. През март 1943 г. той е транспортиран тайно в Самара, където заседава Съветският радиокомитет. Въпреки разстоянието до Москва през годините, репортажите му винаги започват със запазената му марка „Внимание, говори Москва!“ (на руски: Внимание, говорит Москва). Левитан прави около 2000 радиорепортажа по време на войната и много от тях не са записани до 1950 г., когато той ги възпроизвежда в студиото за архивни цели.  
След войната Левитан отразява събитията на Червения площад и държавни изявления. Между 1978 и 1983 г. той обявява годишната минута мълчание в чест на Деня на победата в Съветския съюз. През 1980 г. е удостоен със званието Народен артист на СССР. Умира от инфаркт през 1983 г. по време на среща на ветерани от Битката при Курската дъга и е погребан в известното Новодевическо гробище в Москва.

## За него
- Попитали Сталин кога ще свърши войната, а той отговорил: „Когато каже Левитан!“